# 33 Batalion Łączności
33 Batalion Łączności (33 bł) – pododdział Wojsk Łączności Sił Zbrojnych PRL i III RP.

## Formowanie i zmiany organizacyjne
Wiosną 1945 roku, w garnizonie Gniezno, w składzie 12 Dywizji Piechoty został sformowany 19 Samodzielny Batalion Łączności. Jednostka została zorganizowana według etatu Nr 04/548 o stanie 146 ludzi i 30 koni. Jesienią 1945 roku pododdział został rozlokowany w garnizonie Szczecin.
W marcu 1946 roku batalion został przeformowany w 33 Kompanię Łączności według etatu Nr 2/54 o stanie 138 wojskowych. Wiosną 1949 roku kompania została przeformowana w 33 Batalion Łączności.
Od 1958 roku jednostka wchodziła w skład 12 Dywizji Zmechanizowanej. W 1994 roku pododdział został przeformowany w 12 Batalion Dowodzenia.

## Skład organizacyjny
Dowództwo i sztab
- stacja szyfrowa
- kompania radiowa
  - pluton wozów dowodzenia
  - 1 pluton radiowy
  - 2 pluton radiowy
- kompania telefoniczno-telegraficzna
  - pluton transmisji informacji
  - pluton radioliniowo-kablowy
  - pluton łączności wewnętrznej i zasilania
- pluton łączności TSD
- Wojskowa Stacja Pocztowa
- pluton remontowy
- pluton zaopatrzenia
- pluton medyczny